# Плэтт, Вашингтон
Вашингтон Плэтт (англ. Washington Platt; 6 октября 1890, Балтимор, Мэриленд — 19 мая 1965) — бригадный генерал армии Соединённых Штатов Америки.
Является одним из основоположников стратегического направления в американской разведке или так называемой стратегической разведки, наиболее всеобъемлющего, эффективного, корректного и законного направления разведывательной деятельности.
Учился в Йельском университете и Университете Джонса Хопкинса. Участник Первой (Американский экспедиционный корпус, вышел в резерв в звании капитана) и Второй мировых войн. В межвоенное время работал в исследовательской лаборатории в «Bordon Company» и пребывал в армейском резерве. Во Второй мировой войне начал служить в звании полковника, был начальником разведки 19-го армейского корпуса, участвовал в боях в Европе, награжден американскими и французскими военными наградами, в том числе Legion of Merit, Legion of Honor, Croix de Guerre with Palms и семью «боевыми звездами». Более 10 лет служил в органах войсковой и стратегической разведок, на практике занимаясь исследованиями, связанными с информационной и аналитической работой. Звание бригадного генерала было ему присвоено в 1948 году. В 1949 году командовал 98-й пехотной дивизией. Вышел в отставку в 1950 году. Оставив армейскую службу, работал в бизнесе и промышленности. Был одним из основателей и консультантов ЦРУ.
Автор нескольких книг, одна из которых — «Стратегическая разведка. Основные принципы» — посвящена стратегическим аспектам разведывательной и информационно-аналитической деятельности. Другой его важной книгой была «Национальный характер в действии. Разведывательные факторы в международных отношениях» (NATIONAL CHARACTER IN ACTION — Intelligence Factors in Foreign Relations) — на русский язык не переводилась. Также написал около 20 статей на темы стратегической разведки и инженерного дела.
Являлся сторонником разоружения между СССР и США.
Посмертно награждён Фондом Гугенхейма за исследования в области истории.